# Psittiparus bakeri
A Psittiparus bakeri a verébalakúak (Passeriformes) rendjébe, ezen belül az óvilági poszátafélék (Sylviidae) családjába tartozó, 19 centiméter hosszú madárfaj. Korábban a timáliafélék családjába (Timaliidae)  vagy a papagájcsőrűcinege-félék családjába (Paradoxornithidae) sorolták. Egyes rendszerezők a Psittiparus ruficeps alfajának tekintik.
Banglades, India, Kambodzsa, Kína, Laosz, Mianmar, és Vietnám trópusi és szubtrópusi nedves hegyi erdeiben él. Rovarokat és magokat fogyaszt. Februártól júliusig költ.

## Alfajai
- P. r. bakeri (E. J. O. Hartert, 1900) – India és Banglades északkeleti részei, dél-Kína, Mianmar északkeleti valamint déli része;
- P. r. magnirostris (Delacour, 1927) – észak-Laosz és észak-Vietnám.

## Fordítás
- Ez a szócikk részben vagy egészben  a   Rufous-headed parrotbill című angol Wikipédia-szócikk fordításán alapul.  Az eredeti cikk szerkesztőit annak laptörténete sorolja fel. Ez a jelzés csupán a megfogalmazás eredetét és a szerzői jogokat jelzi, nem szolgál a cikkben szereplő információk forrásmegjelöléseként.